# Накаяма Акінорі
Накаяма Акінорі  (яп. 中山 彰規; 1 березня 1943 — 9 березня 2025) — японський гімнаст, олімпійський чемпіон.

## Виступи на Олімпіадах
| Олімпіада   | Дисципліна       | Місце              |
| ----------- | ---------------- | ------------------ |
| Мехіко 1968 | абсолютний залік | 3                  |
| Мехіко 1968 | командний залік  | 1                  |
| Мехіко 1968 | вільні вправи    | 2                  |
| Мехіко 1968 | опорний стрибок  | 5                  |
| Мехіко 1968 | паралельні бруси | 1                  |
| Мехіко 1968 | перекладина      | 1T                 |
| Мехіко 1968 | кільця           | 1                  |
| Мехіко 1968 | кінь             | 12T (кваліфікація) |
| Мюнхен 1972 | абсолютний залік | 3                  |
| Мюнхен 1972 | командний залік  | 1                  |
| Мюнхен 1972 | вільні вправи    | 2                  |
| Мюнхен 1972 | опорний стрибок  | 12T (кваліфікація) |
| Мюнхен 1972 | паралельні бруси | 5                  |
| Мюнхен 1972 | перекладина      | 5                  |
| Мюнхен 1972 | кільця           | 1                  |
| Мюнхен 1972 | кінь             | 6T (кваліфікація)  |